# روسویل (کانزاس)
روسویل (به انگلیسی: Rossville) شهری در ایالت کانزاس کشور ایالات متحده آمریکا است که جمعیت آن در سرشماری سال ۲۰۱۰ میلادی، ۱٬۱۵۱ نفر بوده‌است.